# Буянин, Пётр Григорьевич
Пётр Григорьевич Буянин (31 декабря 1926, Гаи, Пензенская губерния — 27 января 1998, Белово, Кемеровская область или Кемеровская область) — советский хозяйственный, государственный и политический деятель. Депутат Верховного Совета СССР 6-го созыва. Член КПСС, делегат XXI съезда КПСС. Участник советско-японской войны и Корейской войны.

## Биография
Родился в 1926 году в селе Гаи.
Участник советско-японской войны и Корейской войны: рядовой в/ч 47152, командир орудия в/ч 19863.
В 1950—1953 — электрослесарь шахты «1 Мая».
В 1953—1973 — электрослесарь, машинист угольного комбайна шахты «Чертинская» треста «Беловоуголь».
В 1973—1987 — подземный машинист горных выемочных машин, горнорабочий очистного забоя шахты «Чертинская» комбината «Беловоуголь».
Умер в 1998 году в Белове.

## Награды
- Орден Ленина (1974)
- Орден Отечественной войны II степени (1985)
- Орден Трудового Красного Знамени (1957)